# Masicera flavidipennis
Masicera flavidipennis là một loài ruồi trong họ Tachinidae.